# 1. BC Neustadt (Orla)
Der 1. Billard-Club Neustadt an der Orla 1997 e. V. ist ein Sportverein aus der ostthüringischen Stadt Neustadt an der Orla.
Im Billard Karambolage ist der 1. BC Neustadt (Orla) ein wichtiger Vertreter in Thüringen. Seit der Saison 1999/2000 spielt der Verein mit dem AAB-Team auf nationaler Ebene in der Bundesliga (Mehrkampf) mit.
Der Verein ist außerdem in allen Ligen (Landesklasse, Landes-, Ober- und Dreibandliga) sowie in den Pokalspielen in Thüringen aktiv.

## Geschichte

### Anfangszeit
In Neustadt an der Orla gab es vor dem Zweiten Weltkrieg zwei öffentlich genutzte Billardtische und einen in der Villa Becchio, privat genutzt in einem komplett exklusiv eingerichteten Billardzimmer in der August-Bebel-Straße. Dort begann Helmut Auerswald, Mitschüler der Schiller-Schule, welche die Villa als Clubhaus nutzten, Billard zu spielen. Danach schloss er sich der Sektion Billard im Sportlerheim „Eiskeller“ an, die sich 1951 als Teil der demokratischen Sportbewegung konstituiert hatte. Nun begann Neustadts organisierter Billardsport mit der Gründung durch Fritz Loos, E. Hoyen, Werner Pfeiffer und Walter Rosenkranz. Schließlich kamen mit Helmut Auerswald, dann Aribert Mußbach und P. Hirsch erstmals jugendliche Neulinge hinzu. Bei Bestenermittlungen im Kreis gegen Pößneck (Neustadts Nachbarstadt) wurden erste Erfolge erzielt. Tonangebend waren damals die alten Hochburgen Jena, Gera und Saalfeld mit hohen Mitgliederzahlen und die besonders geförderte Stahl-Mannschaft der Maxhütte.

### Aufstieg in die DDR-Liga
Der „Neuling“ Neustadt konnte dann mit talentierten Jugendlichen, darunter Uwe Hermes, J. Rosenkranz, H.-Peter Fickert mit Aribert Mußbach und Kurt Kögler eine Mannschaft formieren, die von 1961 bis 1963 in der 2. Liga spielte.
J. Rosenkranz gewann die erste DDR-Bronze-Medaille für den Neustädter Jugend-Billardsport (1966).
Nach Sportlerheim und Friedensgarten (Fürstengarten) musste man zwei Jahre ohne Spielstätte auskommen. Insgesamt wechselte der Verein viermal die Spiellokale.
1976 wurde der Verein Bezirksmeister und stieg in die 2. DDR-Liga auf. 1979 erfolgte der Aufstieg in die 1. DDR-Liga und Aufstieg von Neustadt II (Nachwuchs) in die 2. DDR-Liga.
Zwölfmal hintereinander spielte die Bestbesetzung Aribert Mußbach, Helmut Auerswald, Bernd Schneider, Volkmar Richter und Helmut Hofmann gegen Meerane, Leipzig, Dresden, Bernburg, Meißen, Magdeburg, Karl-Marx-Stadt, Suhl und Gera. Der damalige Zuschauerrekord lag bei 18 und der erste Sponsor Kurt Klinger spendete 5,00 DDR-Mark.
Im Schüler- und Jugendbereich der DDR wurden 5 Einzeltitel durch Bernd Schneider, Ralf Lenhard und Uwe Gottschald geholt und schließlich 2 DDR-Mannschaftsmeistertitel. Der Verein blieb bis zum Ende, außer einem zweijährigen „Hänger“, in der zweithöchsten Spielklasse der DDR.

### Etablierung
Probleme entstanden bei der Bereitstellung von Spielmaterial (Billards, Tücher, Bälle, Queues und Billardkreide) in Quantität und Qualität. Noch schwieriger war es, Sporträume zu finden. In 50 Jahren befand sich der Verein in 6 Billardräumen. Bis auf die letzten zwei wurden alle anderen der Sportart nicht gerecht (dürftige Heizung, ohne Nebenraum und WC). Billard hatte ein schwaches Image, stand im Ruf, zu bürgerlich zu sein oder wurde als Wirtshausspiel abgetan – und es gehörte nicht zu den olympischen Sportarten, bekam also keine zusätzliche staatliche Förderung. Mit zahlreichen Medaillengewinnen bei Spartakiaden im Kreis und Bezirk sammelte man Wertungspunkte für die Statistik und Ansehen im BSG, im Ort oder beim Kreis. Der Verein lebt heute durch und mit Aktiven aus vier Nachwuchsgenerationen.
Eine weitere Stärke war die sich entwickelnde und dann bewusst gepflegte Geselligkeit der Neustädter Billardeure, einschließlich Familie und Angehörige.
Dank Initiativen von Uwe Hermes und der Eigenleistung aller Mitglieder schuf der Verein 1986 eine funktionsgerechte Billard-Sportstätte (mit WC und kleiner Küche) im ehemaligen VEB Wotufa in der Gerberstraße. Sie machte den Verein zu Gastgebern großer Meisterschaften im DDR-Bereich.

### Nach der Wende
Mit der Wende ergaben sich neue Strukturen (Länder statt Bezirke) – aber auch neue Möglichkeiten. Den sportlichen Einstieg vollzogen U. Gottschald, U. Hermes, V. Richter und A. Schiemann, die mit einem 10: 6 Erfolg in Schleiz-Oschitz die Spielberechtigungen für Blau-Weiss Neustadt in der neuen Thüringenliga erkämpften. Bernd Schneider, wieder zurückgekehrt nahm 1991 an der Europameisterschaft (Match-Billard) in Berlin teil und errang einen beachtlichen 16. Platz.

### Sportstätte „Am Parkdeck“

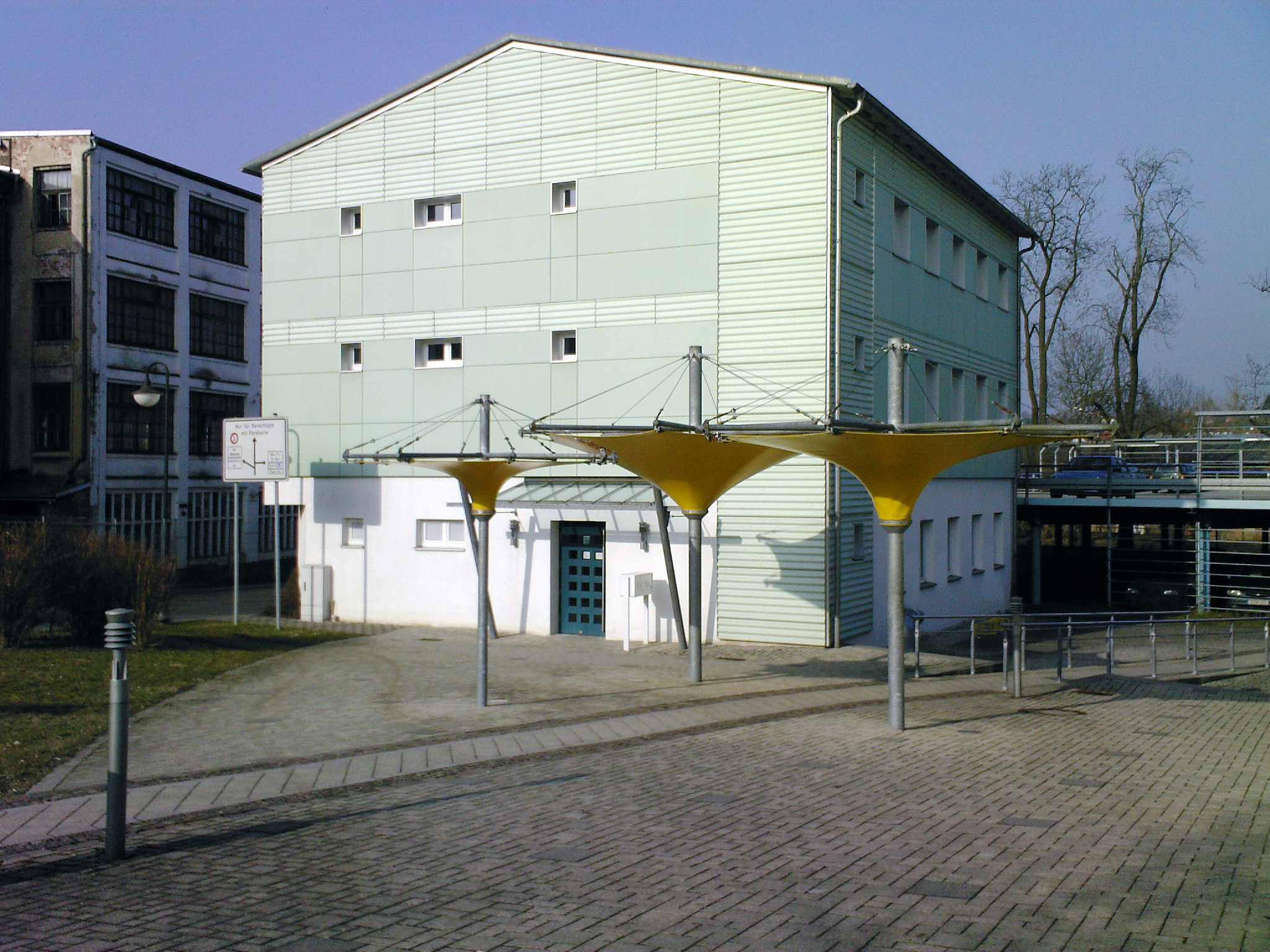
Das Vereinshaus mit Sportstätte des 1. BC im Erdgeschoss – der „Cabka-Arena“

Im Jahr 1996 übernahm man eine neue Sportstätte im städtischen Vereinshaus am Parkdeck – mit sechs neuen Tischen aus Belgien. Man trennte sich vom SV Blau-Weiss und gründete den eigenständigen 1. Billard-Club Neustadt (Orla) 1997 e. V., wieder mit Helmut Auerswald im Vorstand und als aktiver Spieler. Aus dem Oberland schloss sich der spielstarke Oschitzer Thomas Stöckel dem 1. BC an. Später kamen noch Gerhard Richter, Ulrich Dankwerth (SV Schwarza), Jens Schumann (SV Schwarza), Franzel Simon, Helge Nietsche und Manuel Orttmann dazu. Mit Uwe Hermes als Trainer einer fünfköpfigen Jugendmannschaft wurde eine dritte Mannschaft gegründet. Die Erste wurde 1996/97 Thüringer Landesmeister, die Zweite Meister der Thüringer Landesliga. Im Jahr 2000 gewann der Verein 15 Medaillen (8 Mal Gold) und erzielte viele Nachwuchserfolge.

### Im neuen Jahrtausend
Der noch junge Verein hatte in der 2. Bundesliga arg zu kämpfen, schaffte es aber immer, die Klasse zu halten. Auch die Oberliga-Mannschaft (höchste Thüringer Spielklasse) erzielte Erfolge. Nach unterschiedlichen Mannschaftsformationen, vor allem der 2. Mannschaft, steht der Verein solide da.
Nach Aufstieg in die 1. Bundesliga, Klassenerhalt, Abstieg und direktem Wiederaufstieg war Neustadt einziger Vertreter der Thüringer Billard Karambol-Vereine auf höchster nationaler Ebene.
Die Oberliga-Mannschaft (Neustadt I) konnte nahezu jedes Jahr den Meistertitel feiern und ist auch aktuell Meister.
Nach Auflösung und Neugründung als Jugendteam spielte die 2. Mannschaft Landesliga und Landesklasse und ist ab der 2011/12, mit einjähriger Pause, wieder in der zweithöchsten Thüringer Spielklasse, der Landesliga, vertreten.
Zum ersten Mal bildete sich 2007 ein eigenes Dreiband-Team, das mit Helge Nietsche und Jens Schumann (Deutscher Meister im Dreiband 2009) bereits drei Mal in Folge Meister werden konnte.

### Weitere Etablierung und neue Jugendspieler
Als einzige Vertretung aus Ostdeutschland sind sie nunmehr das 14. Jahr im Bundesliga-Spielbetrieb – 3 Jahre 1. Bundesliga und 11 Jahre 2. Bundesliga. Aktuell kämpft das Neustädter AAB-Team in der 2. Bundesliga um den direkten Wiederaufstieg.
Die Oberliga-Mannschaft verteidigt 2012 erfolgreich ihren Meistertitel. In der Landesliga wird die 2. Mannschaft stabile Größe und muss nicht mehr um ein erneutes Absteigen fürchten. Sie konnten sich in der Liga etablieren und spielen nun um die vorderen Plätze mit.
Als einzige Vertretung in Thüringen kann der 1. BC Neustadt (Orla) seit der Saison 2012/13 mit einer eigenen Jugendmannschaft aufwarten. Das Team, bestehend aus vier Nachwuchsspielern, bestreitet seine Turniere in der Thüringer Landesklasse.
In der Dreibandliga stellt der Neustädter Sportverein neben der etablierten Mannschaft um Jens Schumann und Helge Nietsche, auch ein neues Team mit Holger Wetzel und Manuel Orttmann.
Nach insgesamt 6 erfolgreichen Verteidigungen des Thüringer Dreiband-Pokals und aktuell amtierender Meister, zählen die Orlastädter als erfolgreichster Verein des Turniers.
Im Jahr 2013 gelang den Ostthüringern der direkte Wiederaufstieg in die 1. Bundesliga (Mehrkampf).

## Veranstaltungen

### Bundesmannschaftsmeisterschaft (BMM) im Dreiband
Nach 2005 konnte der 1. BC Neustadt (Orla) sich für 2014 erneut die Ausrichtung der prestigeträchtigen Veranstaltung auf nationaler Ebene sichern.
Die BMM wird in der Dreiband-Disziplin auf den Turnierbillards in der Cabka-Arena vom 20. bis 22. Juni 2014 ausgetragen werden.
Neben dem Orlastädter Team werden weitere Mannschaften mit absoluten Billardgrößen zu Gast sein.

### Landesmeisterschaften
Die Heimstätte „am Parkdeck“ ist Austragungsort vieler Thüringer Landesmeisterschaften. Besonders die Cadre-Meisterschaften (71/2 und 35/2) auf den Turnier- und Matchbillards finden in Neustadt (Orla) statt.
In Thüringen besitzen nur die Vereine aus Erfurt und Neustadt (Orla) große Matchbillards, so dass auch die Meisterschaften im Ein- oder Dreiband häufig auf Neustädter Tischen ausgespielt werden.

## Sponsoren
Hauptsponsoren sind die AAB Automatisierungs- und Anlagenbau GmbH Neustadt (Orla) und die CABKA GmbH & Co. KG aus Weira.